# Parco dei Sillari
Il parco dei Sillari è un parco locale di interesse sovracomunale (PLIS) che si estende sul territorio di otto comuni nella provincia di Lodi.

## Territorio
Il parco segue il corso dell'antico fiume Sillaro, nel cui paleoalveo scorrono oggi diversi corsi d'acqua di modesta entità.

## Gestione
Il parco è gestito congiuntamente dai comuni di Borghetto Lodigiano, Borgo San Giovanni, Casalmaiocco, Lodi Vecchio, Mulazzano, Pieve Fissiraga, Tavazzano con Villavesco e Villanova del Sillaro, e dal Consorzio Bonifica Bassa Lodigiana.